# Ignacio Mariano Martinez de Galinsoga

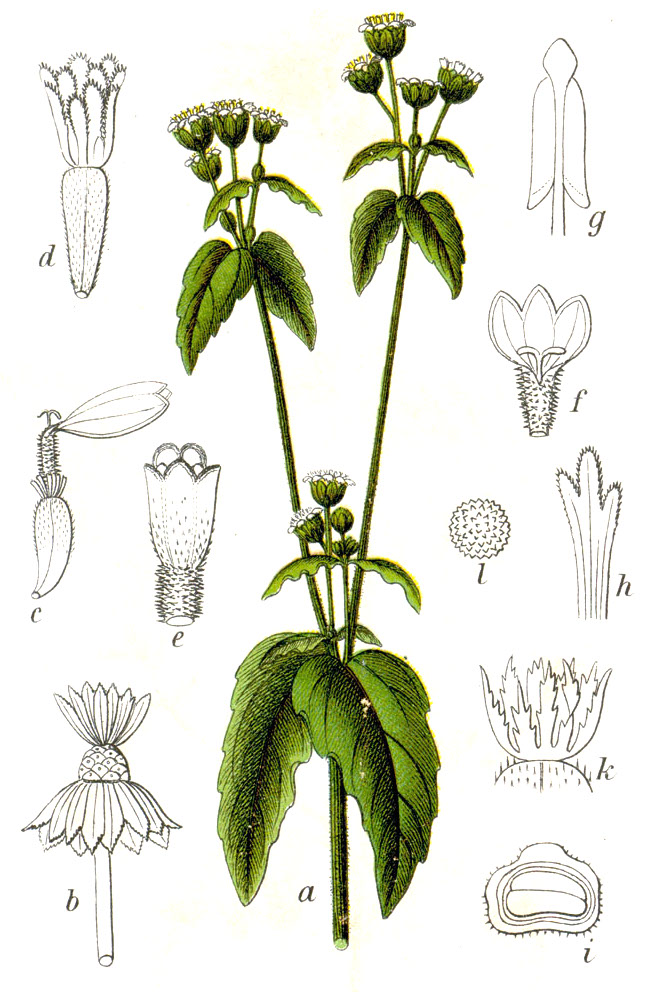
Galinsoga parviflora
per Johann Georg Sturm

Ignacio Mariano Martinez de Galinsoga (Osca, 1756 - Granada, 1797) va ser metge de la reina consort Maria Luisa de Parma, fundador del Real Jardín Botánico de Madrid, i també fundador de la Real Academia Nacional de Medicina espanyola. El gènere botànic Galinsoga el recorda.
Les plantes del gènere Galinsoga arribaren a Europa des d'Amèrica del Sud l'any 1776 als Kew Gardens i l'any 1794 als jardins botànics de París i de Madrid. L'any 1784 va escriure un llibre titulat "Demostración mecánica de las enfermedades que produce el uso de las cotillas" on senyalava que les pageses no tenien les afeccions que causaven les cotilles a les dones de la classe alta.